# Centromyrmex gilva
Centromyrmex gilva é uma espécie de inseto do gênero Centromyrmex, pertencente à família Formicidae.